# Lê Văn Đức
Lê Văn Đức (chữ Hán: 黎文德; 1793 – 1842), là danh tướng trải hai triều Minh Mạng và Thiệu Trị trong lịch sử Việt Nam.

## Sự nghiệp
Ông là người ở huyện An Bảo , nay thuộc tỉnh Bến Tre. Năm Gia Long thứ 12 (1813), Lê Văn Đức thi đỗ cử nhân khoa Quý Dậu, được bổ làm Tri huyện ở Tri Viễn.
Năm Minh Mạng thứ 3 (1822), triệu ông về Huế, bổ làm Lang trung bộ Công, rồi lần lượt trải các chức: Thiêm sự, Ký lục trấn Bình Hòa sung Giám thị trường Nam Định, Hữu thị lang bộ Công, Hữu thị lang bộ Binh, Toản tu bách quan chức chế.
Năm 1828, cử ông làm Tham tri bộ Binh, lại sung chức phụ việc coi thi Hội, rồi thăng Thự Thượng thư bộ Binh.
Lê Văn Đức có một người con trai là Lê Tăng Mậu, được vua Thiệu Trị gả em gái là Phương Duy Công chúa Vĩnh Gia (con gái thứ 12 của vua Minh Mạng), phong làm Phò mã Đô úy. Theo Đại Nam liệt truyện, phò mã Mậu mất vào năm Tự Đức thứ 8 (1855).

### Ra Bắc
Tháng 7 (âm lịch) năm 1833, một người Tày ở Bảo Lạc (Tuyên Quang) tên là Nông Văn Vân khởi binh chống lại sự cai trị của triều Minh Mạng, Lê Văn Đức liền được sung chức Tham tán quân vụ đại thần.
Đánh giải vây được thành tỉnh Tuyên Quang, nhà vua sung ông làm Tổng đốc Sơn Hưng Tuyên, cử Thự Tổng đốc Hải An Nguyễn Công Trứ làm Tham tán, để cùng dẫn đại binh đi đánh Vân Trung (Bảo Lạc, là nơi đặt đại bản doanh của Nông Văn Vân.
Sau nhiều tháng hành quân gian lao và hiểm nguy, vì địa hình hiểm trở lại thường xuyên bị phục kích, nên đến cuối năm ấy (1833, đại binh của ông mới vào phá được Vân Trung. Việc tấu lên, Lê Văn Đức được thưởng quân công. Nhưng trên đường trở về thành Tuyên Quang, bị đối phương phục kích, làm chết và bị thương nhiều lính, khiến ông bị triều đình khép vào tội tử. Song nghĩ đến công lao của ông, vua Minh Mạng chỉ cho giáng bốn cấp, cắt hết lương bổng, tước bỏ mũ áo và buộc phải lấy công chuộc tội .
Tháng 6 năm Giáp Ngọ (1834), sau khi củng cố lại lực lượng, Nông Văn Vân cùng với các thuộc hạ dẫn cả ngàn quân đi đánh chiếm tỉnh thành Cao Bằng lần thứ hai. Hốt hoảng, các quan đầu tỉnh đều bỏ chạy. Hay tin, nhà vua lại cử Lê Văn Đức làm Tổng đốc đạo Tuyên Quang để cùng với các tướng lĩnh khác mang quân đi trấn áp. Bị thua trận, Nông Văn Vân trốn trong rừng Thẩm Pát ở Tuyên Quang, rồi bị quân triều phóng lửa đốt rừng. Theo sử nhà Nguyễn thì sau đó (tháng 3 (âm lịch), năm 1835), Nông Văn Vân bị chết cháy .
Xét công lao, Lê Văn Đức được phong là Ân Quang tử, thăng trật Hiệp biện Đại học sĩ, nhưng vẫn lĩnh chức Tổng đốc Sơn Hưng Tuyên, để tiếp tục truy bắt các thuộc hạ của Nông Văn Vân hiện vẫn còn đang lẩn trốn.
Ít lâu sau, Lê Văn Đức được đổi làm Tổng đốc Định Yên (Nam Định và Hưng Yên), rồi được triệu về kinh sung Cơ mật viện đại thần, lĩnh chức Thượng thư bộ Công, kiêm bộ Lại và công việc ở Quốc tử giám. Cũng trong khoảng thời gian này, tên ông được cho khắc vào bia đá đặt ở trước sân Võ miếu Huế vừa mới được lập.
Khi ông còn làm nhiệm vụ ở Tuyên Quang, vì sơ suất đã để cho Nguyễn Quang Khải trốn khỏi ngục mà không bắt lại được, năm 1839, ông bị nhà vua truy tội, giáng làm Tả thị lang bộ Hộ, chuyên lo việc trị thủy ở kinh đô Huế.
Làm tốt công việc, ông lại được thăng Tham tri, sung vào việc đi tìm kiểu đất tốt xây lăng cho vua. Sau khi hoàn thành, ông lại được phong hàm Thượng thư sung làm Trấn Tây khâm sai đại thần vào tháng 6 (âm lịch) năm 1840.

### Vào Nam
Khi đến Trấn Tây thành (tức Chân Lạp đổi thành vào năm 1835), ông cùng với tướng Trương Minh Giảng dẫn quân đi đánh đuổi quân Xiêm La và trấn áp các cuộc nổi dậy của người Chân Lạp. Tháng 8 (âm lịch) năm 1840, Khâm sai Lê Văn Đức được nhà vua cho kiêm chức Tham tán.
Ngày 20 tháng 1 năm 1841, vua Minh Mạng mất, Nguyễn Phúc Miên Tông lên nối ngôi tức vua Thiệu Trị. Xem xét việc Trấn Tây, nhà vua thăng Lê Văn Đức làm Thượng thư bộ Binh nhưng vẫn làm Tham tán ở Trấn Tây. Tháng 3 năm ấy, Lê Văn Đức bị bệnh phải xin về nước, được nhà vua cho làm Tổng đốc Định Biên (Gia Định và Biên Hòa).
Đến tháng 9 cùng năm (1841), nghe lời tâu của triều đình, nhà vua cho rút hết quan quân ở Trấn Tây Thành về An Giang và Hà Tiên, vì xứ Chân Lạp vẫn luôn bất ổn. Bởi không hoàn thành nhiệm vụ ở đó, ông (và các tướng lĩnh khác) bị đình nghị rồi bị giáng ba cấp nhưng vẫn cho lưu chức. Chẳng lâu sau đến kỳ xét công, ông lại được thăng hàm Thiếu bảo.
Năm 1842, quân Xiêm La lại sang xâm lấn vùng biên giới Châu Đốc-Hà Tiên, Lê Văn Đức liền được thăng thự Hiệp biện Đại học sĩ, sung Tổng thống tiễu bộ quân vụ đại thần, để hiệp cùng các tướng ở các quân thứ cùng lo việc chống ngăn. Ông tâu xin triều đình cho củng cố các đồn bảo phòng thủ dọc biên giới ở An Giang, Hà Tiên, Định Tường. Ông cũng là người khởi xướng việc xin cho đào con kênh nối từ Châu Giang sang Tân Châu.
Sau khi đánh đuổi được quân xâm lược và quân nổi dậy ở đây, Lê Văn Đức được triệu về Huế nhận thưởng.
Tháng 11 (âm lịch) năm ấy, nhà vua lại cử ông làm Kinh lược đại thần để đi xem xét việc quân ở 6 tỉnh thuộc Nam Kỳ. Tuy bị bệnh, ông vẫn cố gắng lên đường, nhưng đến Quảng Nam thì mất ở tuổi 49.
Thương tiếc, nhà vua gia tặng cho ông hàm Thái bảo, cho đưa quan tài về quê chân cất và cử quan đến tế. Năm Tự Đức thứ 10 (1857), Lê Văn Đức được thờ trong đền Hiền Lương.
Tuy là một võ tướng, nhưng Lê Văn Đức cũng là người thích làm thơ. Tác phẩm của ông có: Chu nguyên tạp vịnh.

## Sách tham khảo
- Quốc sử quán triều Nguyễn, Đại Nam chính biên liệt truyện (Quyển 19). Nhà xuất bản Văn học, 2004.
- Quốc sử quán triều Nguyễn, Quốc triều chính biên toát yếu (Quyển 2 và 3). Nhà xuất bản Văn học, 2004.
- Trần Trọng Kim, Việt Nam sử lược. Nhà xuất bản Tân Việt, Sài Gòn, 1968.